# Adinia
Adinia is een monotypisch geslacht van straalvinnige vissen uit de familie van killivisjes (Fundulidae).

## Soort
- Adinia xenica (Jordan & Gilbert, 1882)